# 団塊ボーイズ
『団塊ボーイズ』（だんかいボーイズ、Wild Hogs）は、2007年のアメリカ映画。ウォルト・ベッカー監督、ティム・アレン、ジョン・トラボルタ、マーティン・ローレンス、ウィリアム・H・メイシー主演作品。
DVDとBlu-ray Discでは邦題が『WILD HOGS/団塊ボーイズ』に改められている。続編の予定もあったが、中止となった。
邦題の由来である「団塊の世代」は日本独自の用語であるが、アメリカ合衆国でも同様の現象がみられ、「ベビーブーマー」と呼ばれている。

## あらすじ
オハイオ州シンシナティに住む4人の中年男。立派な仕事と家庭を持ちながらもストレスを溜め込む歯科医ダグ、小説家の夢を持ち妻の尻に敷かれる配管工ボビー、恋愛とは無縁のパソコンおたくダドリー、自己破産した挙句妻にも逃げられた元実業家ウディ。大学の同級生だった彼らは、いつも愛車のハーレーダビッドソンを乗り回していた。そして4人は、ワイルドな現実と思いがけない冒険が待ちうける旅に出発するが……。

## キャスト
| 役名                   | 俳優                         | 日本語吹替   | 日本語吹替 |
| 役名                   | 俳優                         | ソフト版     | 機内版     |
| ---------------------- | ---------------------------- | ------------ | ---------- |
| ダグ・マドセン         | ティム・アレン               | 磯部勉       |            |
| ウディ・スティーヴンス | ジョン・トラボルタ           | 森田順平     | 家中宏     |
| ダドリー・フランク     | ウィリアム・H・メイシー      | 牛山茂       |            |
| ボビー・デイヴィス     | マーティン・ローレンス       | 中村秀利     |            |
| ジャック               | レイ・リオッタ               | 谷口節       |            |
| マギー                 | マリサ・トメイ               | 林真里花     |            |
| ケリー・マドセン       | ジル・ヘネシー               | 八十川真由野 |            |
| カレン・デイヴィス     | ティチナ・アーノルド         | 喜田あゆ美   |            |
| マードック             | M・C・ゲイニー               | 手塚秀彰     |            |
| レッド                 | ケヴィン・デュランド         | 檀臣幸       |            |
| チャーリー             | スティーヴン・トボロウスキー | 北川勝博     |            |
| ダミアン・ブレード     | ピーター・フォンダ           | 野沢那智     |            |

## スタッフ
- 監督: ウォルト・ベッカー
- 脚本: ブラッド・コープランド
- 製作: マイケル・トーリン、ブライアン・ロビンズ、トッド・リーバーマン
- 製作総指揮: シャーラ・サンプター・ブリジット、エイミー・セイアーズ
- 撮影監督: ロビー・グリーンバーグ
- 美術: マイケル・コレンブリス
- 編集: クリストファー・グリーンバリー、スチュアート・パペ
- 衣装: ペニー・ローズ
- 音楽: テディ・カステルッチ
- 音楽監修: ローラ・ワッサーマン、ダイアン・ステイタ
- キャスティング: アン・マッカーシー、ジェイ・スカリー

## その他
『イージー・ライダー』の主演ピーター・フォンダがカメオ出演している。作中で彼が4人に時計を外すように言うのは、同作に彼が時計を投げ捨てるシーンがあることからである。この他にもオートバイメーカー「オレンジ・カウンティ・チョッパーズ」のCEOであるポール・タトル・シニアが、息子であるポール・タトル・ジュニアと共に本人役でカメオ出演している。
日本では、バンドウルフルズのアルバム『KEEP ON, MOVE ON』に収録された楽曲「胸の…」がイメージソングとして宣伝に使用された。彼らのボーカルトータス松本は予告編のナレーションも務めている。